# Паљијате (Варезе)
Паљијате је насеље у Италији у округу Варезе, региону Ломбардија.
Према процени из 2011. у насељу је живело 43 становника. Насеље се налази на надморској висини од 398 м.